# Minamoto no Sanetomo
Minamoto no Sanetomo (源 実朝?) (17 de septiembre de 1192-Kamakura, 13 de febrero de 1219) fue el tercer shōgun del shogunato Kamakura y el último líder del clan Minamoto de Japón.

## Biografía
Fue el segundo hijo del primer shōgun Minamoto no Yoritomo y de Hōjō Masako; su hermano mayor era el segundo shōgun Minamoto no Yoriie.
Al morir su padre en 1199, su abuelo Hōjō Tokimasa usurpó el poder militar y político del shogunato, dejando el título de shōgun a una figura nominal. Yoriie se convertiría en shōgun en 1202, pero iba a ser depuesto al año siguiente y condenado con el arresto domiciliario por acusársele de una conspiración contra el clan Hōjō y del asesinato por miembros de este clan en 1204. En 1203 Sanetomo sería shōgun, pero iba a ser un gobernante títere de su propia madre Masako, e iba a ser manipulado para crear un conflicto contra su abuelo. Así Tokimasa intentó deponer a su nieto innumerables veces desde 1205.
Sabiendo Sanetomo que no tenía poder contra el clan Hōjō, dedicó su tiempo a la poesía de waka, creando alrededor de 700 poemas bajo la asistencia de Fujiwara no Teika; también logró relacionarse con la corte imperial, quien también tenía un poder muy limitado, y fue nombrado ministro del Derecho —una especie de viceministro— en 1218. El temor que sentía de que lo asesinarían lo hizo caer en el alcoholismo crónico.
En el Año nuevo lunar de 1219 fue asesinado por su primo Minamoto Kugyō, segundo hijo de Yoriie. Al no haber dejado descendencia, la línea Seiwa Genji del clan Minamoto llegó a su fin. Con su muerte entró un período de interregno, donde sobresaldría la guerra Jōkyū en 1221 y la consolidación del clan Hōjō dentro del shogunato.